# Petrus van der Let
Petrus van der Let (* 1. Juni 1949 in Wien) ist ein österreichischer Autor, Regisseur und Produzent von Dokumentarfilmen.
Petrus van der Let drehte mehrere Dokumentarfilme zu den Wurzeln des Nationalsozialismus und Rassismus sowie über den Ursprung der Religionen und Mythen in der Säuglingswahrnehmung. Zu diesen Filmen erschienen 1999 bzw. 2004 Bücher im Alibri-Verlag.
1999 erschien das Buch Ware Kind, das van der Let als Co-Autor mit Guido und Michael Grandt verfasste. Mit Der Wille zum Schicksal erschien 2003 ein weiteres Buch.
Petrus van der Let war 1994 Proponent und später mehrere Jahre im Vorstand der „Austrian Directors Association“ (ADA). 2005/2006 war er Obmann der ADA.
Van der Let ist seit 1979 mit der Rechtsanwältin Zoe Vangelatou verheiratet. Ihre Tochter Nike wurde 1985 geboren. Sie ist selbst Schauspielerin und besuchte das Wiener Max-Reinhardt-Seminar.

## Filmografie (Auswahl)
- 1990: Aschenglut
- 1991: Dem Leben Sinn geben
- 1994: Adolf Lanz – Mein Krampf (Hitler Stole my Ideas)
- 1995: Herrn Hitlers Religion (Hitler’s Religion)
- 1996: Wagnerdämmerung (The Wagner Dynasty)
- 1996: Erlöser - Der Übermensch macht Karriere (Messiahs)
- 1997: Angstfleisch - Fleischangst („Meat of Fear - Fear of Meat“)
- 1998: Rasse Mensch (The Human Race)
- 1999: Ware Kind („Kids for Sale“)
- 2000: Mein Kopf gehört mir („My Head Is Mine“)
- 2003: Woher die Götter stammen (Where the Gods Come From)
- 2005: Unerwünschtes Kino (Unwanted Cinema)
- 2006: Posse & Prophetie (Punch & Prophecy)
- 2007: Reise zur Wiege Europas (Journey to the Cradle of Europe)
- 2008: Von der Macht des Verdächtigens („The Power of Suspecting“)
- 2008: Fotos von der Front („Photos From the Front“)
- 2009: Drachentöter („Dragon Slayers“)
- 2010: Kunst als Erlösung („Art as Salvation“)
- 2011: Unterwelten („Underworlds“)
- 2011: Wittgensteins Therapie („Wittgenstein’s Therapy“)
- 2012: Magie der Nacht („Magic of the Night“)
- 2013: Klänge der Steinzeit („Sounds of the Stone Age“)
- 2014: Metall-Zeiten oder: Die Hierarchisierung der Gesellschaft („Metal Ages“)